# 내산 윤집 묘 및 신도비
내산 윤집 묘 및 신도비는 충청남도 부여군 내산면에 있다. 2001년 1월 3일 부여군의 향토문화유산 제49호로 지정되었다.